# Сардинська мова
Сарди́нська мо́ва, іноді са́рдська мова (limba sarda) — мова романської групи індоєвропейської сім'ї, якою розмовляє населення острова Сардинія (Італія). Походить від латинських говорів, поширених на Сардинії, і дуже давно ізольованих від основного масиву романських ідіомів. Низка рис сардинської мови відрізняє її від усіх або майже всіх інших романських мов.

## Характеристика
Мова вважається однією з найближчих генеалогічних нащадків, якщо не найближчою, до латини, про що говорять багато романських мовознавців. Однак вона також включає в себе долатинський (переважно палеосардинський і, в значній мірі, пунічний) субстрат, а також візантійський грецький, каталонський, іспанський та італійський суперстрат внаслідок політичної належності острова, спочатку ставши візантійським володінням, після чого був довгий період самоуправління, потім, у період пізнього середньовіччя, під вплив піренейських держав, а з 18 століття зазнає впливу італійської мови.

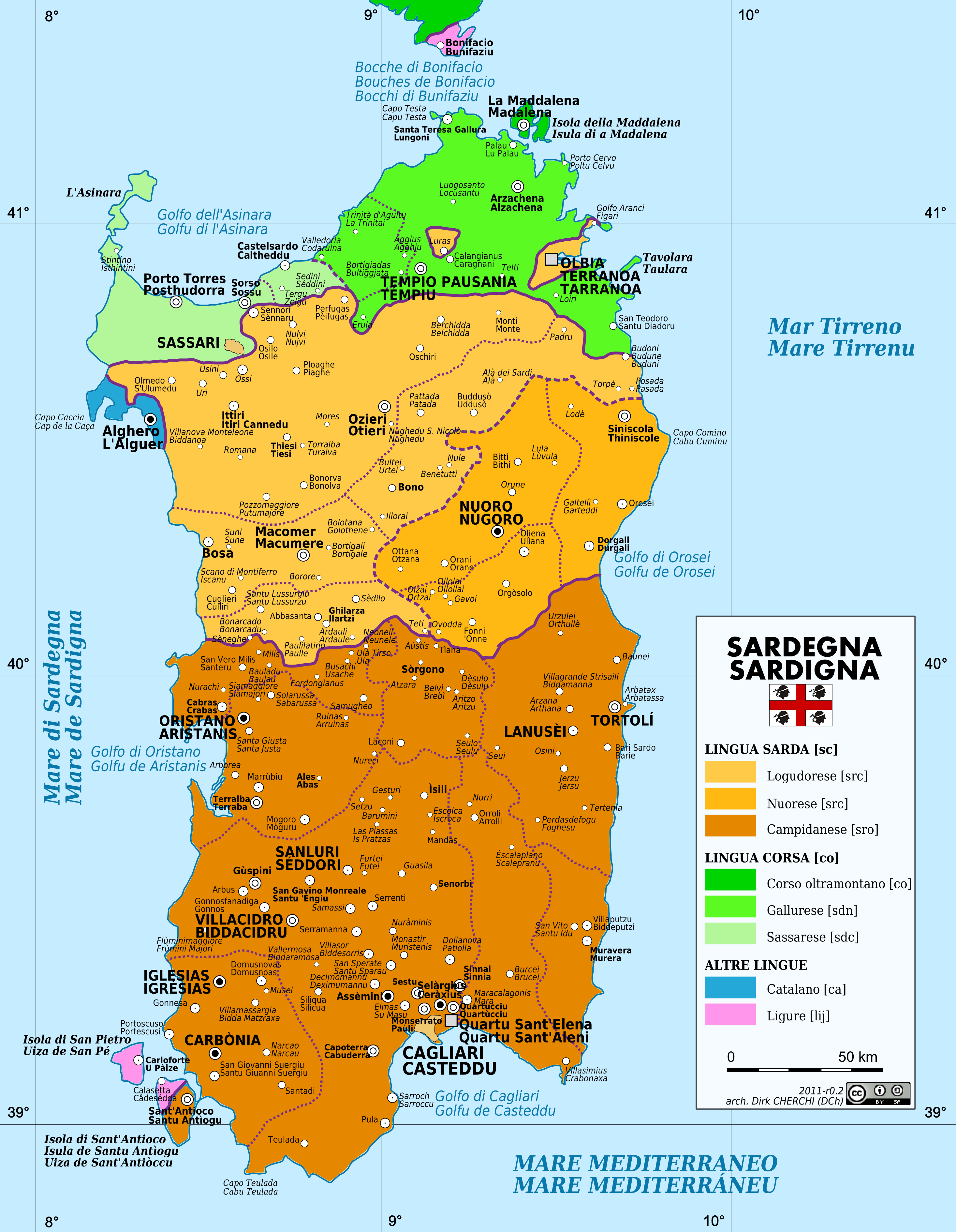
Говори сардинської мови позначені жовтими та рудими барвами

Сардинська мова традиційно поділяється на: кампіданський та логудорський діалекти, якими розмовляють відповідно у південній та в північно-центральній частині Сардинії; на сьогодні теорія про існування чіткого кордону між цими діалектами викликає сумнів, розповсюдженішою є думка про існування діалектного континууму з півдня на північ острову.
У 1997 році сардинська була визнана регіональною мовою разом з іншими мовами, якими говорили на острові. Починаючи з 1999 року, сардинці також є однією з дванадцяти "історичних мовних меншин" Італії, що визнається національним законом №. 482/1999. Проте життєздатність сардинської мови і далі під питанням, і ЮНЕСКО класифікує цю мову як ту, як перебуває "безперечно під загрозою", хоча приблизно 68,4 відсотка мешканців Сардинії повідомляють про те, що вони добре володіють сардинською мовою. Проте рівень володіння насправді є відносно високим лише серед старшого покоління, за оцінками, він знизився до приблизно 13 відсотків серед дітей і зберігається як успадкована мова, тобто мова, якою говорить сім'я, але не говорить оточення.

### Фонетика
Всі діалекти сардинської мови мають фонетичні риси, які генетично ріднять її з іншими романськими мовами. Найбільш консервативним вважається діалект провінції Нуоро, де збереглася фактично середньовічна сардинська мова. Інші ж діалекти змінилися під впливом іспанської, каталонської та пізніше італійської мови.

#### Голосні
Голосні звуки сардинської мови — /a/, /e/, /i/, /o/ та /u/, не відрізняються за довжиною. Метафонія відбувається з / e / і / o /, які, зокрема, мають тенденцію переходити в відкриті [ɛ] та [ɔ], коли вони наголошені, а наступний склад не містить / i / або /u/.
У деяких говорах також є носові голосні [ã], [ẽ], [ĩ], [õ], [ũ], і навіть назальні дифтонги.

#### Приголосні
|              | Губно-губні | Губно-зубні | Зубні | Ясенні | Заясенні | Ретрофлексні | Середньопіднебінні | Задньоязикові | Гортанні |
| ------------ | ----------- | ----------- | ----- | ------ | -------- | ------------ | ------------------ | ------------- | -------- |
| Носові       | m           |             |       | n      |          |              | ɲ                  | ŋ             |          |
| Проривні     | p b         |             | t d   |        |          | ɖ            |                    | k ɡ           | ʔ        |
| Африкати     |             |             | ts dz |        | tʃ dʒ    |              |                    |               |          |
| Фрикативні   | β           | f v         | θ ð   | s z    | ʃ ʒ      |              |                    | ɣ x           |          |
| Одноударні   |             |             |       | ɾ      |          |              |                    |               |          |
| Дрижачі      |             |             |       | r      |          |              |                    |               |          |
| Бокові       |             |             |       | l      |          |              |                    |               |          |
| Апроксиманти |             |             |       |        |          |              | j                  |               |          |

## Словник
| Українська | Сардинська        | Латина       | Корсиканська      | Італійська       | Іспанська | Каталанська | Французька | Португальська | Румунська   |
| ключі      | crae/-i           | clave(m)     | chjave/ chjavi    | chiave           | llave     | clau        | clé        | chave         | cheie       |
| ніч        | note/-i           | nocte(m)     | notte/notti       | notte            | noche     | nit         | nuit       | noite         | noapte      |
| співати    | cantare/-ai       | cantare      | cantà             | cantare          | cantar    | cantar      | chanter    | cantar        | cânta       |
| коза       | cabra/ craba      | capra(m)     | capra             | capra            | cabra     | cabra       | chèvre     | cabra         | capră       |
| мова       | limba/lìngua      | lingua(m)    | lingua/linga      | lingua           | lengua    | llengua     | langue     | língua        | limbă       |
| площа      | pratza            | platea(m)    | piazza            | piazza           | plaza     | plaça       | place      | praça         | piață       |
| міст       | ponte/-i          | ponte(m)     | ponte/ponti       | ponte            | puente    | pont        | pont       | ponte         | pod (punte) |
| церква     | crèsia/ eccresia  | ecclesia(m)  | ghjesgia          | chiesa           | iglesia   | església    | église     | igreja        | biserică    |
| лікарня    | ispidale/ spidali | hospitale(m) | spedale/ uspidali | ospedale         | hospital  | hospital    | hôpital    | hospital      | spital      |
| сир        | casu              | caseu(m)     | casgiu            | formaggio/ cacio | queso     | formatge    | fromage    | queijo        | brânză/ caș |

## Походження
Походження протосардинської мови на даний час невідоме. Дослідження намагалося виявити незрозумілі, корінні, дороманські корені. Корінь s(a)rd, представлений в багатьох місцевих назвах. Вважається, що слово походить від шерданів (одного з народів моря), хоча це твердження викликає сумнів.
У 1984 році Массімо Піттау заявив, що знайшов в етруській мові етимологію багатьох латинських слів після порівняння з протосардинською мовою. Етруські елементи, які як вважалося раніше, походять від латини, вказують на зв'язок між давньою сардинською культурою та етрусками. За словами Піттау, етруські та протосардинські мови походять від лідійської мови (а отже, і від індоєвропейської), як наслідок контакту з етрусками та іншими тирренами. Хоча Піттау припускає, що тиррени висадилися в Сардинії, а етруски в сучасній Тоскані, більшість етрускологів не поділяє його погляди.
Згідно з працями Альберто Аредду, шердани мали іллірійське походження. Вчений спирається на дослідження деяких лексичних елементів, одностайно визнаних такими, що належнать до корінного субстрату. Ареду стверджує, що в давній Сардинії, особливо у внутрішніх районах (Барбаджія та Оліастра), місцеві жителі нібито говорили мовою окремої гілки індоєвропейських мов. Існують деякі відповідності, як формальні, так і семантичні, з іллірійськими мовами, і, перш за все, з їх нащадком - албанською. Він знаходить такі співвідношення: сард. eni, enis, eniu «тис» = алб. enjë «тис»; Сард urtzula «ломиніс» = алб. «плющ»; сард. rethi «шипшина» = алб. rrypthi «шипшина».
За словами Бертолді та Террачіні, протосардинська має схожість з іберійськими мовами та сикулійською; Наприклад, суфікс -ara в пропарокситонах позначає множину. Террачіні запропонував те ж саме для суфіксів в - / àna /, - / ànna /, - / énna /, - / ònna / + / r / + парагога голосного (наприклад, топонім Bunnånaru). Рольфс, Батлер і Креддок додають суфікс - / ini / (такий як топонім Barùmini) як унікальний елемент протосардинської. Суфіксам / a, e, o, u / + -rr- знаходяться відповідності у північній Африці (Террачіні), в Іберії (Бласко Феррер), на півдні Італії та в Гасконі та більш тісні зв'язком з баскською (Вагнер та Хабсшмид). Проте останні зв'язки були спростовані баскськими лінгвістами. Згідно з Террачіні, суфікси / ài /, - / éi /, - / òi / і - / ùi / є загальними для протосардинських та пунічних мов. За Бертолді, деякі топоніми, що закінчуються на / аi / і - / asai / вказують на вплив мов Анатолії. Суфікс - / aiko /, широко використовується в іберійських мовах і, можливо, кельтського походження.
Лінгвісти Бласко Феррер (2009, 2010), Морван (2009) та Аррегі (2017) намагалися довести спорідненість з баскською, пов'язавши такі слова, як «ospile» свіжа паша та баскське «ozpil»; сардинське «arrotzeri» волоцюга та баскське «arrotz» незнайомець.

## Розповсюдження

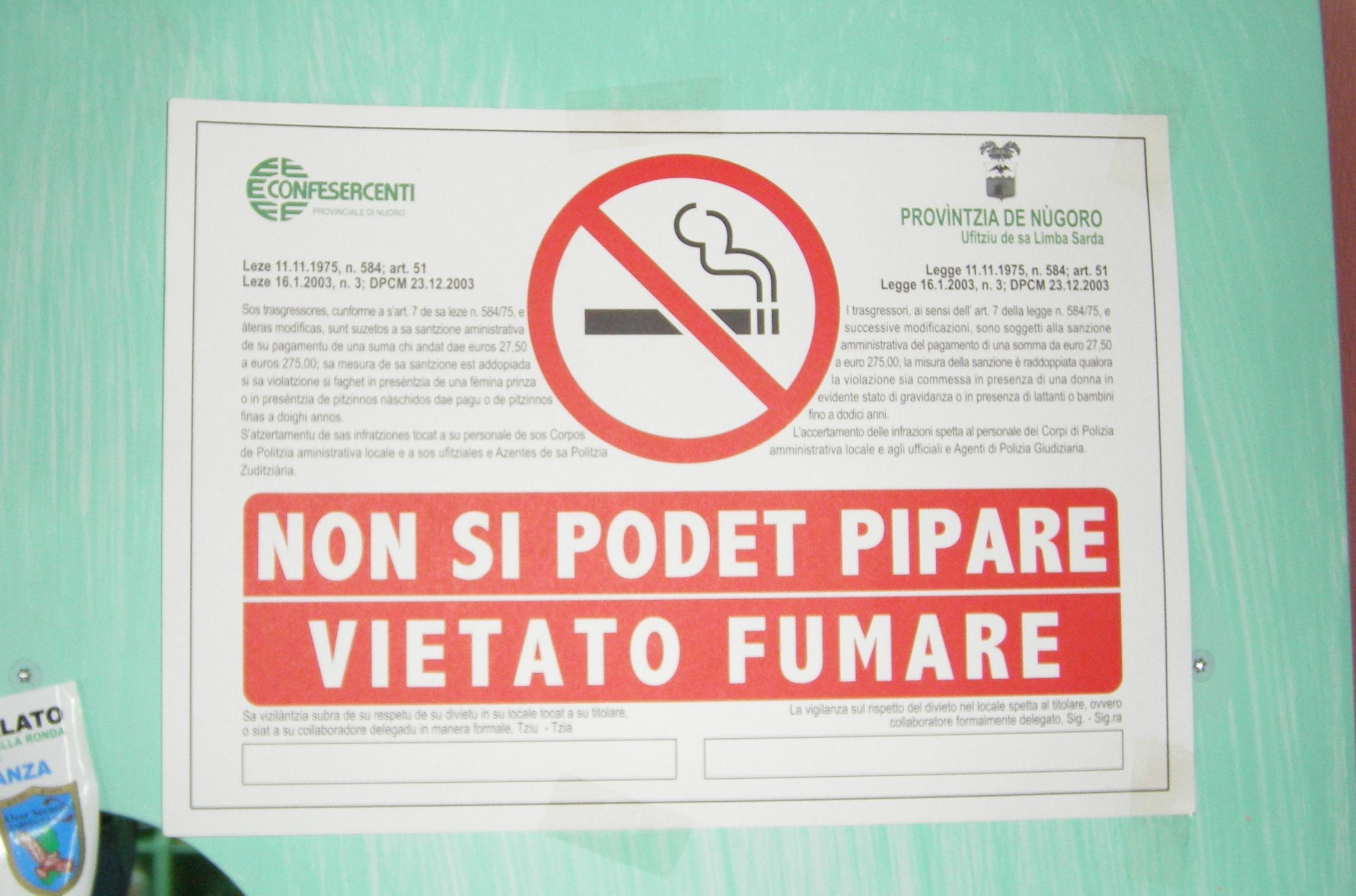
Заборона паління сардинською та італійською мовою

У 2006 році из 1 600 000 жителів острова 83% розуміли сардинську, 52% могли говорити нею, але лише для 26% вона була рідною. Носіїв сардинської більше в центрі і на півдні острова. Найчастіше це люди похилого віку, представники неосвічених верств населення. Активно засвоюватися дітьми сардинська перестала з 1970-х років.
Власне сардинський мовний тип представлений в діалектах центру і півночі острова (логудорський і нуорський діалекти). Південні діалекти (кампіданські) більш схильні до впливу континентальних діалектів, хоча в деяких моментах вони архаїчніші за логудорські. На крайній півночі Сардинії поширені сасарський і галурський, близькі до корсиканської (який, своєю чергою, історично є діалектом сардинського типу, на який зробили дуже потужний вторинний вплив тосканські і генуезькі говори).
Кількість носіїв — близько 0,85 млн.
Загальна кількість носіїв (включаючи сасарський і галурський діалекти) оцінюється в 1 200 000 чоловік.

## Статус
Сардинська мова має статус регіональної мови Європейського союзу.

## Історія
У доісторичний період Сардинію населяли автохтонні племена ілійців, баларів і корсів. Існували фінікійські (з IX століття до н. е.), карфагенські (з VI століття до н. е.) і грецькі торгові колонії. У 238 році до н. е. Сардинія була завойована Римською республікою, після чого зазнала романізації. У 456-534 роках н. е. Сардинією управляли вандали. Потім до початку IX століття Сардинія входила до складу Візантії. Після цього деякий час на Сардинії існували незалежні держави - юдікати. З 1323 року Сардинію поступово завойовує Арагон. У 1479 році Сардинія стала частиною Іспанського королівства. У 1707 році Сардинію захопила Австрія, проте вже через 13 років була утворена незалежне Сардинське королівство, яке в 1861 році стало частиною об'єднаної Італії.

## Стандартизація
З кінця 20 століття, час від часу робляться спроби створити стандартизовану норму для сардинської мови.
Рішенням регіональної ради № 52/105 від 28 грудня 1999 року та № 59/117 від 29 грудня 1998 р. Призначено членів комісії з метою дослідження орфографічної стандартизації сардинської мови та проєкту створення єдиної норми. Членами комісії стали: Едуардо Бласко Феррер, Роберто Болоньєзі, Дієґо Сальваторе Корайне, Іґнаціо Делоґу, Антоніетта Детторі, Джуліо Пауліс, Массімо Піттау, Тоніно Рубатту, Леонардо Соле, Хайнц Юрґен Вольф і Маттео Порру (виконувач обов'язків секретаря). Наслідком роботи комісії став правопис «Limba Sarda Unificada» (LSU). Його правила були опубліковані в 2001 році Автономним регіоном Сардинії. Подекуди він викликав критику та несприйняття з боку влади.
Рішенням № 20/15 від 9 травня 2005 року призначено нову комісію в складі Джуліо Анджоні, Роберто Болоньєзі, Манліо Бріґалья, Мішеля Контіні, Дієґо Сальваторе Корайне, Джованні Лупіну, Анни Оппо, Джуліо Пауліса, Марії Терези Пінна Катте, Маріо Пудду, яка розробляла програму заходів щодо захисту та популяризації сардинської мови, розробкою посібника для регіональних адміністрацій, для використання його при перекладі актів. Видання цієї комісії «Limba Sarda Comuna» був експериментально прийнятий для використання регіональними органами влади Сардинії за підсумками обговорення регіональної ради.

## Приклад тексту
| Українська | Логудорська сардинська | Кампіданська сардинська | Перехідний діалект Месанії | Латина | Італійська |
| --- | --- | --- | --- | --- | --- |
| Отче наш, що є в небі, нехай святиться ім'я Твоє. нехай прийде Царство Твоє, нехай буде воля Твоя, як на небі, так і на землі; Хліба нашого щоденного дай нам сьогодні; й одпусти нам провини наші, як і ми відпускаємо винуватцям нашим; і відведи нас від спокуси, але визволи нас від злого. | Babbu nostru chi ses in chelu, Santificadu siat su nomine tou. Benzat a nois su rennu tou, Siat fatta sa boluntade tua, comente in chelu gai in terra. Dona nos oe su pane nostru de donzi die, E perdona nos sos peccados nostros, Comente nois perdonamus a sos depidores nostros. E no nos lesses ruer in tentatzione, E libera nos dae male. | Babbu nostu chi ses in celu, Santificau siat su nomini tuu. Bengiat a nosus su regnu tuu, Siat fatta sa boluntadi tua, comenti in celu aici in terra. Donasi oi su pani nostu de dogna dii, E perdonasi is peccaus nostus, Comenti nosus perdonaus a is depidoris nostus. E no si lessis arrui in tentatzioni, E liberasi de mali. | Babbu nostru chi ses in celu, Santificau siat su nomine tuu. Bengiat a nos su regnu tuu, Siat fatta sa boluntade tua, comente in celu gasi in terra. Dona nos oe su pane nostru de dogna die, E perdona nos is peccados nostros, Comente nois perdonamus a is depidores nostros. E no nos lesses arruer in tentatzione, E libera nos de male. | Pater noster qui es in cælis, sanctificetur nomen tuum. adveniat regnum tuum, fiat voluntas tua, sicut in cælo et in terra. Panem nostrum quotidianum da nobis hodie, et dimitte nobis debita nostra, sicut et nos dimittimus debitoribus nostris. et ne nos inducas in tentationem sed libera nos a malo. | Padre Nostro, che sei nei cieli, Sia santificato il tuo nome. Venga il tuo regno, Sia fatta la tua volontá, Come in cielo, così in terra. Dacci oggi il nostro pane quotidiano, E rimetti a noi i nostri debiti Come noi li rimettiamo ai nostri debitori. E non ci indurre in tentazione, Ma liberaci dal male. |